# Systoechus nigribarbus
Systoechus nigribarbus är en tvåvingeart som först beskrevs av Friedrich Hermann Loew 1852.  Systoechus nigribarbus ingår i släktet Systoechus och familjen svävflugor. Inga underarter finns listade i Catalogue of Life.